# Vita Meinwerci
La Vita Meinwerci episcopi Patherbrunnensis è la biografia del vescovo Meinwerk di Paderborn († 5 giugno 1036), la prima biografia di un vescovo di Paderborn; fu scritto in medio latino intorno al 1165. L'autore non può essere chiaramente identificato; per molto tempo la ricerca ha creduto che l'autore fosse l'abate Corrado di Abdinghof (1142-1173), ma oggi si presume che la vita sia stata commissionata da un vescovo di Paderborn - Bernardo I di Oesede (1127-1160) o il suo successore Evergis (1160–1178) - e redatta nel monastero di Abdinghof.
La Vita Meinwerci è una delle fonti essenziali per la storia degli ultimi anni dei Liudolfingi, anche se l'autore non è riuscito più volte a stabilire una cronologia corretta dalle fonti che ha utilizzato per la compilazione. Il manoscritto originale è ora conservato a Kassel.

## Edizioni
- Vita Meinwerci Episcopi Patherbrunnensis (Das Leben des Bischofs Meinwerk von Paderborn), hrsg. von Franz Tenckhoff (= Monumenta Germaniae Historica (MGH), Scriptores rerum Germanicarum, Bd. 59). Hahnsche Buchhandlung, Hannover 1921 (unveränderter Nachdruck Hannover 1983).
  - Copia digitale dell'edizione nel MGH: Die digitalen Monumenta (dMGH).
- Übersetzung der Vita: Klaus Terstesse: Das Leben des Bischofs Meinwerk von Paderborn, Erste deutsche Übersetzung der von Franz Tenckhoff 1921 herausgegebenen Vita Meinwerci, Paderborn 2001.
- Guido M. Berndt: Vita Meinwerci episcopi Patherbrunnensis. Text, Übersetzung, Kommentar. Das Leben Bischof Meinwerks von Paderborn. München 2009, ISBN 978-3-7705-4914-6.
- Copia digitalizzata del manoscritto originale nell'Open Repository Kassel (ORKA) della Biblioteca Universitaria di Kassel.